# Конрад фон Хюрнхайм-Хохалтинген
Конрад фон Хюрнхайм-Хохалтинген (на немски: Konrad von Hürnheim-Hochaltingen; † сл. 1397) е благородник от
швабския род фон Хюрнхайм, господар на Хохалтинген (част от Фремдинген) в Бавария.
Той е вторият син на рицар Конрад фон Хюрнхайм-Хохалтинген († сл. 1356) и съпругата му Итта/Ута († сл. 1350). Внук е на Конрад фон Хюрнхайм-Хохалтинген († 1302/1314) и правнук на Херман фон Хюрнхайм († 1270). Праправнук е на Херман фон Хохалтинген († сл. 1275), синът на Алберт фон Хюрнхайм († сл. 1240).
Брат е на Конрад фон Хюрнхайм-Хохалтинген († сл. 1364) и Еберхард фон Хюрнхайм-Хохалтинген († сл. 1358).

## Фамилия
Конрад фон Хюрнхайм-Хохалтинген се жени за Анна фон Рехберг. Те имат един син:
- Вилхелм фон Хюрнхайм-Хохалтинген († 1397), женен за Ита фон Геролдсек († сл. 1429), дъщеря на Валтер VII фон Геролдсек († сл. 1379) и Маргарет фон Тюбинген († сл. 1385)[2] (имат пет сина и една дъщеря)